# Vic Oliver
Victor Oliver von Samek (* 8. Juli 1898 in Wien; † 15. August 1964 in Johannesburg, Südafrika), Künstlername Vic Oliver, war ein österreichisch-britischer Komiker und Schauspieler.

## Leben
Oliver wurde als Victor Oliver von Samek in Österreich geboren. Sein Vater war der Freiherr Viktor von Samek. Nach dem Schulbesuch und der Teilnahme am Ersten Weltkrieg als Angehöriger der k.und k. Armee studierte er Medizin an der Universität Wien, gab sein Studium jedoch auf, um sich der Musik zuzuwenden.
In den 1920er Jahren schlug er sich als Bankangestellter und Textilfabrikant durch, bevor er sich wieder der Musik widmete: 1926 kam er als Dirigent und Violinist in die Vereinigten Staaten, wo er seine komödiantische Begabung entdeckte, so dass er fortan auf diesem Gebiet tätig war. 1929 erhielt er ein Engagement am Palace Theatre in New York. 1931 wechselte er an das Palladium in London, wo er rasch zu einem populären Entertainer wurde. In den folgenden Jahren trat er in musikalischen Revues, Varietés und als Pantomime auf. In der Folge erhielt er seine eigene Unterhaltungssendung im britischen Radio, die unter dem Titel hi, gang! ausgestrahlt wurde. Außerdem gründete er das Vic Oliver Concert Orchestra, das sich auf die Darbietung leichter klassischer Unterhaltungsmusik spezialisierte.
Von den nationalsozialistischen Polizeiorganen wurde Oliver Ende der 1930er Jahre aufgrund seiner jüdischen Herkunft und seiner familiären Beziehung zu Winston Churchill als wichtige Zielperson eingestuft: Im Frühjahr 1940 setzte das Reichssicherheitshauptamt in Berlin ihn auf die Sonderfahndungsliste G.B., ein Verzeichnis von Personen, die im Falle einer erfolgreichen deutschen Invasion Großbritanniens durch die Sonderkommandos der SS-Einsatzgruppen mit besonderer Priorität ausfindig gemacht und verhaftet werden sollten.
1953 entwickelte Oliver die Radiosendung Variety Playhouse, mit Musik, komischen Einlagen und dramatischen Szenen.

## Familie
Oliver heiratete im Jahr 1936 die Schauspielerin Sarah Churchill, eine Tochter des britischen Politikers – und späteren Premierministers – Winston Churchill, die er als Kollegin bei einer gemeinsamen Revue kennen gelernt hatte. Die Ehe wurde 1945 geschieden. In zweiter Ehe heiratete er 1946 Natalie Frances Conder; das Paar bekam eine Tochter. Familienmitglieder leben noch in Wien.

## Schriften
- Mr. Showbusiness. (Autobiographie)

## Filmografie (Auswahl)
- 1936: Rhythm in the Air
- 1937: Who’s Your Lady Friend?
- 1938: Meet Mr. Penny
- 1938: Around the Town
- 1940: Room for Two
- 1941: He Found a Star
- 1941: Hi Gang!
- 1944: Give Us the Moon
- 1945: Musikpiraten (I’ll Be Your Sweetheart)
- 1953: Three Cheers (Fernsehfilm)
- 1956: Old King Cole (Fernsehfilm)
- 1958–1960: Hotel Imperial (Fernsehserie, 24 Folgen)
- 1959: ITV Play of the Week (Fernsehserie, 1 Folge)
- 1959: No Hiding Place (Fernsehserie, 1 Folge)
- 1961–1964: The Dickie Henderson Show (Fernsehserie, 2 Folgen)